# Xylotrechus polyzonus
Xylotrechus polyzonus là một loài bọ cánh cứng trong họ Cerambycidae.